# BIG BOY BLUES
「BIG BOY BLUES」（ビッグ・ボーイ・ブルース）は、1985年12月8日に発売された浜田省吾の19枚目のシングル。

## 概要
両曲ともシングルヴァージョンで、10枚目のアルバム『J.BOY』収録ヴァージョンと異なる。本作で取り上げたテーマが『J.BOY』の構想へ繋がった。編曲を担当した板倉雅一は、本作でCBS・ソニーより『ゴールデン編曲大賞』を受賞した。
「BIG BOY BLUES」は、TBS系ドラマ『華やかな誤算』の主題歌として起用された。タイアップとしては1979年の「風を感じて」以来で、ドラマの脚本を読んで内容に興味を持ったこと、「風を感じて」以降シングル・ヒットがなく、“いつまでも「風を感じて」が代表曲と言われるのはどうか”という考えもあり、久々にタイアップを受け入れた。
「SWEET LITTLE DARLIN'」は、ドラマ『華やかな誤算』で佐倉しおり演じる少女・楠田康子の登場シーンで挿入歌として使われ、レコーディング中は「しおりのテーマ」と呼ばれた。浜田は、当時10代半ばだった姪をイメージして本作を作ったという。1991年9月1日発売バラード・コレクション『EDGE OF THE KNIFE』でリメイクされている。
1989年3月21日、CBS・ソニー発足20周年企画「Platinum Single Series」として過去に発売されたアナログシングルから本作がピックアップされ、17枚目のシングル「DANCE」と共に8cmCDシングル化された（後述）。

## 記録
オリコンチャートでは過去最高の14位にランクイン。累計9.2万枚のヒットとなった。

## 収録曲
| 全作詞・作曲: 浜田省吾。 |                          |           |            |                                     |      |
| #                        | タイトル                 | 作詞      | 作曲・編曲 | 編曲                                | 時間 |
| 1.                       | 「BIG BOY BLUES」        | 浜田省吾  | 浜田省吾   | 板倉雅一 ボーカルアレンジ: 町支寛二 | 3:47 |
| 2.                       | 「SWEET LITTLE DARLIN'」 | 浜田省吾  | 浜田省吾   | 板倉雅一 ブラスアレンジ：古村敏比古 | 4:34 |
| 合計時間:                | 合計時間:                | 合計時間: | 8:21       |                                     |      |

## 収録作品
| 曲名                | タイトル          | 発売日       | 備考                                               |
| ------------------- | ----------------- | ------------ | -------------------------------------------------- |
| BIG BOY BLUES       | J.BOY             | 1986年9月4日 | 1999年の再発時に一部分のボーカルが再録されている。 |
| SWEET LITTLE DARLIN | J.BOY             | 1986年9月4日 | 本シングルヴァージョンはCD化されていない。         |
| SWEET LITTLE DARLIN | EDGE OF THE KNIFE | 1991年9月1日 | セルフカバーアルバム。                             |

| 曲名                | タイトル                                                              | 発売日        | 備考 |
| ------------------- | --------------------------------------------------------------------- | ------------- | --- |
| BIG BOY BLUES       | ON THE ROAD "FILMS"                                                   | 1989年5月21日 | 1989年1月26日に名古屋レインボーホールで開催されたコンサートの模様を収録。 「明日なき世代」「八月の歌」とメドレー。 |
| BIG BOY BLUES       | SHOGO HAMADA Visual Collection "FLASH&SHADOW"                         | 2005年8月31日 | Disc.1のエクストラメニュー「CD EXTRA DIGEST」に一部のみ収録。                                                      |
| BIG BOY BLUES       | ON THE ROAD 2005-2007 "My First Love"                                 | 2008年4月2日  | |
| BIG BOY BLUES       | "J.BOY" 30th Anniversary Box / Edition                                | 2016年11月9日 | 限定生産盤のため、現在は廃盤。                                                                                     |
| BIG BOY BLUES       | ON THE ROAD 2023 Welcome back to The Rock Show youth in the "JUKEBOX" | 2024年9月4日  | |
| SWEET LITTLE DARLIN | ON THE ROAD 2001                                                      | 2002年7月31日 | DISC 1「THE MONOCHROME RAINBOW / LET SUMMER ROCK'99」収録。 アルバム『EDGE OF THE KNIFE』バージョンでの演奏。      |
| SWEET LITTLE DARLIN | ON THE ROAD 2005-2007 "My First Love"                                 | 2008年4月2日  | アルバム『EDGE OF THE KNIFE』バージョンでの演奏。                                                                  |
| SWEET LITTLE DARLIN | ON THE ROAD 2023 Welcome back to The Rock Show youth in the "JUKEBOX" | 2024年9月4日  | アルバム『EDGE OF THE KNIFE』バージョンでの演奏。                                                                  |

## BIG BOY BLUES/DANCE（再発シングル）
1989年3月21日、CBS・ソニー発足20周年企画「Platinum Single Series」として過去発売アナログ・シングルから本作がピックアップされ8cmCDシングル化された。その際、17枚目のシングル「DANCE」との両A面シングルとなった。
ジャケットは、アルバム『FATHER'S SON』のブックレットで使用された写真が使われたニュージャケット。
2005年3月24日と2021年6月23日に、マキシシングルとしてリサイズされ復刻された。

### 収録曲
| #         | タイトル                          | 作詞 | 作曲・編曲 | 時間 |
| --------- | --------------------------------- | ---- | ---------- | ---- |
| 1.        | 「BIG BOY BLUES」(SINGLE VERSION) |      |            | 3:49 |
| 2.        | 「DANCE」(12-INCH VERSION)        |      |            | 5:50 |
| 合計時間: | 合計時間:                         | 9:39 |            |      |

### 参加ミュージシャン
| BIG BOY BLUES (SINGLE VERSION) - Worlds and Music by 浜田省吾 - Arranged by 板倉雅一 - Chorus Arranged by 町支寛二 - Drums：滝本季延 - Bass：江澤宏明 - Keyboards：板倉雅一, 佐藤準 - Electric Guitar：町支寛二, 法田勇虫 - Saxophone：古村敏比古 - Percussion：Pecker - Chorus：町支寛二 | DANCE (12-INCH VERSION) - Worlds and Music by 浜田省吾 - Arranged by 浜田省吾 & THE FUSE - Chorus Arranged by 町支寛二 - Drums：富岡義広 - Bass：江澤宏明 - Keyboards：板倉雅一, 佐藤準 - Electric Guitar：町支寛二 - Saxophone：古村敏比古 - Percussion：Pecker - Chorus：町支寛二 |